# Les Boys (série télévisée)
Ne doit pas être confondu avec The Boys (série télévisée).
Cet article concerne la série télévisée. Pour le film, voir Les Boys.
Les Boys est une série télévisée québécoise en 73 épisodes de 23 minutes (5 saisons) réalisée par Louis Saia. Elle a été diffusée entre le 1er octobre 2007 et le 3 avril 2012 à la télévision de Radio-Canada.
Elle est dérivée d'une suite de quatre longs-métrages initiée en 1997 avec Les Boys, réalisé par Louis Saia.
En 2013, le film Il était une fois les Boys raconte l'histoire du commencement des boys à leur adolescence.

## Synopsis
La série met en scène un groupe d'hommes, d'âges et de professions différentes, qui jouent au hockey une fois par semaine ensemble dans une équipe de hockey amateur, Les Boys. Les films et la série télévisée offrent aux spectateurs une vision de la vie personnelle et professionnelle de chaque membre des Boys, à travers leurs déceptions, leurs péripéties et leurs parties de hockey.

## Membres des Boys
Stanislas 'Stan' Ouellette (Rémy Girard) : Entraîneur de l'équipe depuis les tout débuts. Il est copropriétaire d'une brasserie et propriétaire d'un magasin de sport dans le 4 eme film 
Fernand 'Fern' Rivest (Paul Houde) : no 1. Gardien de but des Boys durant la saison 1 et expert en statistiques sur l'histoire du hockey professionnel. Autrefois assisté social, il est devenu gardien de sécurité pour les bureaux de la Ligue nationale de hockey à Montréal.
Robert 'Bob' Chicoine (Marc Messier) : no 9. Ailier du premier trio des Boys. Il a souvent des problèmes d'argent. Au fil du temps, il a exercé les métiers de producteur de vidéos publicitaires, réalisateur de films, animateur télé et gérant d'artistes. 
Jean-Charles 'JC' Taillefer (Yvan Ponton) : no 11. Défenseur. Avocat homosexuel, il incarne la sagesse au sein des Boys. Il est en couple avec Christopher (Jean Petitclerc). Il est père d'un fils légitime, d'âge adulte, né d'une ex-relation hétérosexuelle.
Julien Côté (Roc LaFortune) : no 18. Ailier et ancien drogué revenu dans le droit chemin, il est un peu simple d'esprit. Il est guitariste et créateur de sonneries de cellulaires après avoir été propriétaire d'une garderie pour enfants et vendeur de hot-dog.
Serge 'Garnotte' Lamotte (Patrice Robitaille) : no 19. Défenseur et propriétaire d'un gym. Il possède un puissant lancer frappé et est un atout essentiel pour l'équipe. 
 Renald Marleau (François Papineau) : no 21. Docteur en chirurgie plastique, il devient joueur de l'équipe lors de la troisième saison. Son visage, auquel il apporte le plus grand soin, ainsi que sa richesse font de lui un joueur coloré[pas clair]. Il est le meilleur joueur de l’équipe en ce qui concerne les échappées.
Léopold 'Popol' Ouellette (Michel Charette) : no 30. Fils de Stan et Défenseur, il était du genre maladroit mais est devenu autonome pendant les trois ans où Stan est resté en France. Il est propriétaire de l'ancienne brasserie de son père. 
Gerald 'Gerry' Rivest (Pierre Verville) : no 33. Frère de Fernand, il remplacera celui-ci au sein des Boys dans la 2e et 3e saison. Gerry est un ancien militaire et nouveau propriétaire d'une crèmerie. De plus, il a la réputation d'être un chaud lapin. 
Ronnie (Antoine Bertrand) : no 36. Gros Ailier de puissance. Il est le petit dernier des Boys, il travaille à la brasserie Chez Stan en tant que cuisinier.
Philippe Larochelle (Patrice Bélanger) : no 48. Centre, Métrosexuel et amateur de nouvelles technologies, c'est un des plus récents joueurs à intégrer l'équipe. Dans leur période post-Million Dollar Tournament, Philippe sera le joueur-vedette. Il est le fils de la dernière conquête de Bob, Loraine.
Mario Painchaud (Patrick Labbé) : no 66. Centre et meilleur joueur de l'histoire de l'équipe, il est maintenant divorcé et il a la garde de son fils Saku. Il est mécanicien et possède un grand penchant pour la bière.
Martin (Réal Béland) : no 73. Ailier gauche, il est un grand fanatique de jeux vidéo. Il remplace Gerry comme gardien de but dans la 4e série. Il est le serveur à la brasserie de Stan et de Léopold. Il était auparavant vendeur et plus tard, assisté social.
Marcel Bilodeau (Luc Guérin) : no 88. Ancien arbitre, ancien entraîneur et Défenseur des Boys. Agent de stationnement, il est un joueur plutôt mauvais mais possède un bon esprit d'équipe.
Roméo 'Méo' Levasseur (Pierre Lebeau) : no 99. Devenu joueur de l'équipe par accident, il possède un mauvais caractère. Il est un ancien prêteur sur gages, casseur de jambes et fleuriste. Il a dirigé un salon funéraire et est maintenant devenu un homme serein et croyant.

## Fiche technique
- Producteur : Richard Goudreau
- Producteur délégué : Lenny Jo Goudreau
- Réalisateur : Louis Saia
- Scénaristes : René Brisebois, François Camirand, Michel Morin, Yvon Landry
- Directeur artistique : Raymond Dupuis
- Directeur de la photographie : Georges Archambault
- Monteur : Gaëtan Huot
- Musique : Guy Bélanger et Claude Fradette
- Directrice de postproduction : Kimberly Picard
- Société de production : Productions Version 10

## Distribution
- Rémy Girard : Stan
- Paul Houde : Fern (saison 1)
- Yvan Ponton : Jean-Charles
- Patrice Robitaille : Serge
- Pierre Lebeau : Méo
- Marc Messier : Bob
- Pierre Verville : Gerry
- Patrice Bélanger : Philippe
- Patrick Labbé : Mario
- Luc Guérin : Marcel
- Roc LaFortune : Julien
- Michel Charette : Léopold
- Réal Béland : Martin
- François Papineau : Dr Marleau (saisons 3, 4 et 5)
- Mahée Paiement : Valérie
- Sylvie Potvin : Lisette
- Diane Lavallée : Claude
- Pascale Montpetit : Josianne
- Bénédicte Décary : Marie
- Sylvie Léonard : Loraine
- Antoine Bertrand : Ronnie
- Serge Bonin : professeur de Fern

## Épisodes

### Première saison (2007)
1. Les boys ont la tête ailleurs
2. Million Dollar Tournement
3. Inquiétude
4. Lamentable
5. Surmonter l'insurmontable
6. Coupe Stanley
7. Disparution
8. Perdu sur la glace
9. Préparation
10. Noël Approche
11. Un Grand Rêve
12. La Garnotte
13. Réduire Le Stress
14. Jack The Bat
15. Fondation
16. Invitation
17. Dans Le Pétrin
18. Départ pour Las Vegas
19. Viva Las Vegas
20. Jour de la grande finale

### Deuxième saison (2009)
Épisodes 21 à 34.
1. De retour de Las Vegas
2. Début de saison catastrophique
3. Début catastrophique
4. Âme sœur
5. Nouvelle administration
6. Le père de Julien
7. Marcel Maître Brasseur
8. Rien ne va plus
9. Marché aux puces
10. Séminaire privé de hockey
11. Alex Kovalev
12. Méo grand frère
13. Coup de foudre
14. Plus long match de hockey

### Troisième saison (2010)
Épisodes 35 à 47.
1. La potion magique
2. Monsieur BBQ
3. 109 %
4. Opération Face de rat
5. Full metal Boys
6. Le Coussi-chaud
7. Le rêve olympique
8. So, so, solidarité
9. Marcel, la carte de mode
10. Les retrouvailles
11. La relève de Méo
12. La jalousie de Popol
13. Le malheur de Bob

### Quatrième saison (2011)
Épisodes 48 à 60.
1. L'arnaque
2. L'accident de Marcel
3. Le casier
4. Stan collecteur
5. Mannequin d'un jour
6. Famille reconstituée
7. Panne de moteur
8. Journée pédagogique
9. Bâton élevé
10. Le bel âge
11. Le retour du criminel à cravate
12. Viva Cuba
13. L'arnaqueur arnaqué

### Cinquième saison (2012)
Épisodes 61 à 73.
1. Quand c'est le temps
2. Vedettes de la pub!
3. Made for China
4. Les grands changements
5. La grande demande
6. Jalousie, jalousie
7. Un moyen numéro
8. La mèche courte
9. Bâton élevé
10. Mauvaise passe
11. Les 5 Amigos
12. Macho libre
13. On est trop fiers, les Boys

## Saga cinématographique
- 1997 : Les Boys
- 1998 : Les Boys 2
- 2001 : Les Boys 3
- 2005 : Les Boys 4
- 2013 : Il était une fois les Boys